# نهائي كأس العراق 2023
نهائي كأس العراق 2023 هو النهائي الثلاثون من كأس العراق لكرة القدم، وهي منافسة كروية للأندية فقط. أقيمت المباراة بين نادي القوة الجوية ونادي أربيل على ملعب الشعب ببغداد. لعبت في 5 أغسطس 2023، وهي المباراة النهائية لموسم كأس العراق 2022–23، حيث ظهر نادي القوة الجوية للمرة التاسعة في النهائيات، فيما ظهر نادي أربيل للمرة الأولى.
وفاز نادي القوة الجوية بنتيجة 1-0 بهدف من مهند عبد الرحيم ليحرز لقبه السادس في كأس العراق.

## الطريق إلى النهائي
| القوة الجوية | القوة الجوية  | القوة الجوية  | القوة الجوية  | الجولة                        | اربيل     | اربيل           | اربيل           | اربيل           |
| ------------ | ------------- | ------------- | ------------- | ----------------------------- | --------- | --------------- | --------------- | --------------- |
| الخصم        | نتيجة         | نتيجة         | نتيجة         | 2022–23 كأس العراق لكرة القدم | الخصم     | نتيجة           | نتيجة           | نتيجة           |
| الحر         | 2–0 (أ)       | 2–0 (أ)       | 2–0 (أ)       | دور الـ 32                    | السماوة   | 1–1 (6-5 ر.ج)   | 1–1 (6-5 ر.ج)   | 1–1 (6-5 ر.ج)   |
| الشرطة       | 1–1 (7-6 ر.ج) | 1–1 (7-6 ر.ج) | 1–1 (7-6 ر.ج) | دور الـ 16                    | نفط الوسط | 2-1             | 2-1             | 2-1             |
| الزوراء      | 1–1 (3–2 ر.ج) | 1–1 (3–2 ر.ج) | 1–1 (3–2 ر.ج) | الدور ربع النهائي             | البحري    | 3–0 (مرشح أوحد) | 3–0 (مرشح أوحد) | 3–0 (مرشح أوحد) |
| الكرخ        | 3–1           | 3–1           | 3–1           | نصف النهائي                   | الحدود    | 1–0             | 1–0             | 1–0             |

## مباراة

### تفاصيل
| القوة الجوية   | 1–0 | أربيل |
| -------------- | --- | ----- |
| عبد الرحيم 29' |     |       |

| القوة الجوية | أربيل |

## روابط خارجية
- الاتحاد العراقي لكرة القدم